# Millstätter Alpe
Millstätter Alpe är ett berg i Österrike.   Det ligger i distriktet Spittal an der Drau och förbundslandet Kärnten, i den centrala delen av landet, 260 km sydväst om huvudstaden Wien. Toppen på Millstätter Alpe är 2 091 meter över havet, eller 70 meter över den omgivande terrängen. Bredden vid basen är 1,2 km.
Terrängen runt Millstätter Alpe är varierad. Närmaste större samhälle är Radenthein, 7,2 km sydost om Millstätter Alpe. 
I omgivningarna runt Millstätter Alpe växer i huvudsak blandskog. Runt Millstätter Alpe är det ganska tätbefolkat, med 65 invånare per kvadratkilometer.